# Campagna di Humaitá
La campagna di Humaitá o campagna del Quadrilatero (1866 – 1868) fu la terza fase della guerra della Triplice Alleanza, la più lunga e la più sanguinosa. Durò dal 16 aprile 1866 al 5 agosto 1868.
Dopo il successo paraguaiano dell'invasione del Mato Grosso e il fallimento dell'invasione di Corrientes e Rio Grande do Sul le truppe della Triplice Alleanza (Argentina, Brasile e Uruguay) invasero il sud del Paraguay. A breve distanza incontrarono il dispositivo difensivo paraguaiano composto da quattro munite fortificazioni (e chiamato per questo “quadrilatero”) che ostruivano il passaggio verso Asunción sia da terra che dal fiume Paraguay. Una lunga serie di battaglie costò un enorme numero di perdite in entrambi gli schieramenti, con un consistente stallo delle operazioni dopo la battaglia di Curupayty. Le perdite di vite umane furono dovute alle malattie più ancora che ai combattimenti: alle pessime condizioni igieniche e alimentari si sommò infatti anche un'epidemia di colera.
Le operazioni si fermarono tra il settembre del 1866 e il luglio del 1867, quando ripresero con un'offensiva alleata. Alla metà dell'anno seguente, tuttavia, si erano verificati pochi avanzamenti significativi, fino a quando le forze brasiliane riuscirono a forzare il passaggio sul fiume. A seguito di tale evento l'esercito paraguaiano approntò una nuova linea difensiva, molto più vicina ad Asunción, abbandonando il “quadrilatero”. Alla fine delle operazioni la campagna si risolse in un costoso ma totale successo della Triplice Alleanza.

## Contesto storico
La guerra della Triplice Alleanza fu causata dall'aggressione del presidente del Paraguay all'Impero del Brasile e all'Argentina, in risposta all'intromissione di questi due paesi nella guerra civile dell'Uruguay, intervento che modificava gli equilibri strategici del Cono Sud.
Fino ad allora il Paraguay era riuscito con grandi sforzi a sostenere il suo sistema autonomo di governo, una dittatura che mirava ad una crescita e ad uno sviluppo economico autonomi, appoggiandosi ad un protezionismo economico molto accentuato. Era riuscito inoltre a difendere le sue pretese su territori rivendicati da Brasile ed Argentina. Dal punto di vista paraguaiano la rottura dell'equilibrio preesistente in America del Sud metteva in pericolo la propria autonomia economica e frustrava gli sforzi per evitare che i territori contesi venissero annessi dai suoi più potenti vicini.
La guerra iniziò all'arrivo ad Asunción della notizia dell'invasione dell'Uruguay da parte dell'esercito brasiliano, nonostante il Paraguay avesse diffidato il potente vicino dall'intraprendere tale azione. Truppe paraguaiane invasero la provincia del Mato Grosso, nella parte occidentale del Brasile, isolata dal resto dell'Impero. La campagna fu rapida e vincente e in due mesi la maggior parte del territorio della provincia fu occupata dall'esercito paraguaiano.

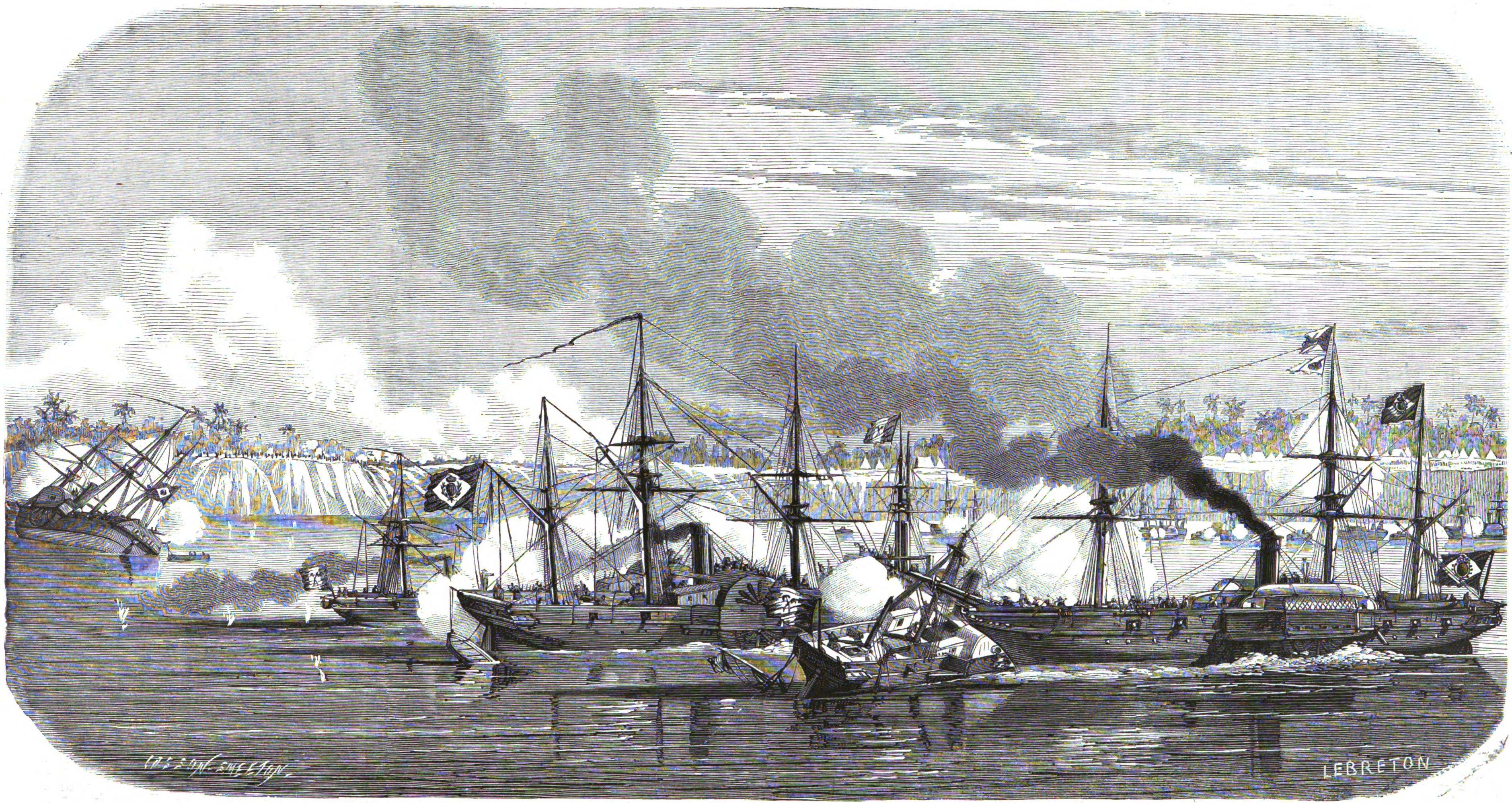
battaglia di Riachuelo (Félix Vogeli).

In seguito, il dittatore paraguaiano Francisco Solano López chiese al presidente argentino Bartolomé Mitre l'autorizzazione ad attraversare il territorio argentino per attaccare il Brasile. Alla risposta negativa di Mitre, López dichiarò guerra all'Argentina il 19 marzo 1865 e intraprese l'invasione della Provincia di Corrientes, per raggiungere da lì il Brasile.
Alla notizia dell'invasione, a Buenos Aires si firmò il “Trattato della Triplice Alleanza” tra la Repubblica Argentina, l'Impero del Brasile e lo Stato Orientale dell'Uruguay.
Dopo i primi successi la campagna militare intrapresa da López si rivelò però fallimentare: l'11 giugno la flotta paraguaiana fu distrutta nella battaglia del Riachuelo, il 17 agosto le forze che occupavano la parte orientale della Provincia di Corrientes furono sconfitte nella battaglia di Yatay, mentre quelle che avevano invaso il Brasile si arresero il 18 settembre al termine dell'assedio di Uruguaiana.
Ciò che rimase dell'esercito paraguaiano si ritirò nel proprio territorio. L'esercito alleato si concentrò nella città di Corrientes, dove si trovò ad affrontare piccole incursioni nemiche che, pur ottenendo una vittoria nella battaglia di Pehuajó, non riuscirono ad impedire l'organizzazione dell'invasione del Paraguay.

## L'invasione
Prima dell'invasione, le forze brasiliane, appoggiate solo parzialmente dall'esercito argentino, cominciarono l'esplorazione delle sponde nemiche a poca distanza dal punto denominato Tres Bocas ("Tre Bocche"), alla confluenza tra i fiumi Paraguay e Paraná. L'ammiraglio Joaquim de Tamandaré mantenne un atteggiamento molto prudente, assicurandosi unicamente la possibilità di uno sbarco e senza avventurarsi nella risalita dei due fiumi.
Agli inizi di aprile le forze imperiali presero possesso di un isolotto di fronte alla fortezza paraguaiana di Itapirú, da dove potevano cannoneggiare le postazioni nemiche rimanendo al di fuori della portata dell'artiglieria avversaria. Per questo, il 10 aprile una squadriglia paraguaiana trasportata da canoe e appoggiata da bocche da fuoco di maggiore gittata tentò di riprendere possesso dell'isola, venendo respinta con molte perdite. Il comandante brasiliano della postazione, Vilagrán Cabrita, fu però ucciso da una cannonata paraguaiana.
Il 16 aprile 1866, alle 9 di mattina, il generale Manuel Luís Osório guidò l'esercito alleato, composto da 10 000 brasiliani e 5 000 tra argentini e uruguaiani nell'attraversamento del fiume Paraguay, a poca distanza dalla confluenza con il Paraná; dopo due giorni di scontri prese possesso il 18 aprile della fortezza di Itapirú, ridotta in macerie dalle cannonate della flotta brasiliana.
Il maresciallo López ordinò un attacco a sorpresa, guidato dal tenente colonnello José Eduvigis Díaz, contro l'esercito invasore; ad un primo successo insperato dell'attacco replicò una reazione delle forze argentine, che ricacciarono il 2 maggio i nemici nella zona paludosa dell'Estero Bellaco. Nonostante la sconfitta, i paraguaiani riuscirono a portare gli invasori nella zona di Tuyutí, dove questi ultimi si trovarono costretti sulla difensiva.

## Battaglia di Tuyutí
Il 24 maggio 1866 si verificò la battaglia di Tuyutí: nei pressi della collinetta omonima, ricoperta di una folta vegetazione, anziché limitarsi ad una tattica difensiva consigliata dalla sproporzione delle forze in campo, López lanciò un attacco utilizzando la maggior parte delle sue truppe, divise in quattro colonne. Nonostante il vantaggio della sorpresa le truppe paraguaiane, inferiori alle avversarie per numero ed armamento, si infransero sulle difese dell'esercito alleato anche per colpa di un'azione troppo diluita su tutto lo schieramento nemico e di uno scarso apporto dell'artiglieria. La battaglia comportò per il Paraguay la perdita di una parte considerevole dei propri combattenti: alcune stime, sebbene discusse, riferiscono della morte di circa 5 000 soldati. Si trattò della battaglia più cruenta dell'intera storia dell'America del Sud.

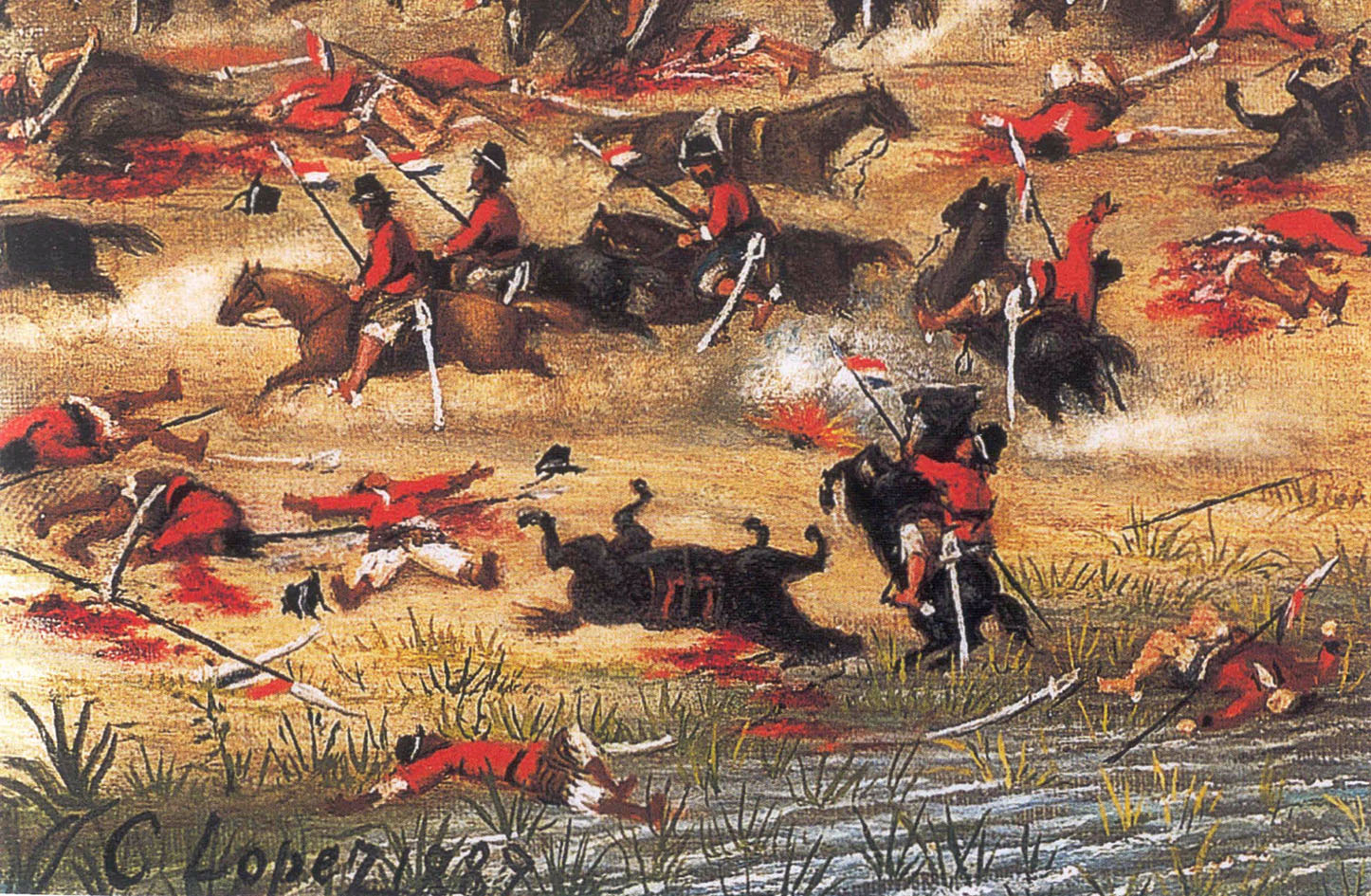
Dettaglio della Battaglia di Tuyutí, dipinto di Cándido López.

Nonostante l'importante vittoria ottenuta, il generale Mitre continuò ad impiegare una tattica attendistica, offrendo la possibilità a Solano López di reperire nuovi contingenti di soldati. Tuttavia le nuove reclute erano formate in gran parte da adolescenti ed anziani, che non erano in grado di sostituire in quantità e qualità le truppe veterane già perdute in battaglia.
Nei mesi successivi sullo stesso campo di battaglia si successero con alterne fortune gli scontri armati più limitati di Yataytí Corá e del Sauce.

## Da Curuzú a Curupayty

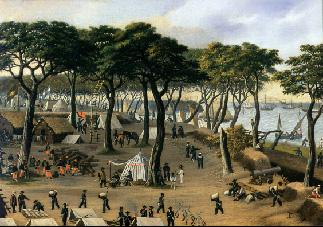
Esercito brasiliano nell'accampamento di Curuzú, dipinto di Cándido López

Il 18 agosto 1866 si svolse nell'accampamento alleato un consiglio di guerra tra i principali comandanti argentini e brasiliani; in esso venne deciso di conquistare le fortezze di Curuzú e di Curupayty, allo scopo di aprirsi la strada per Humaitá. Un contingente brasiliano, appoggiato da una squadra navale anch'essa interamente brasiliana, riuscì il 3 settembre 1866 a conquistare il forte di Curuzú.

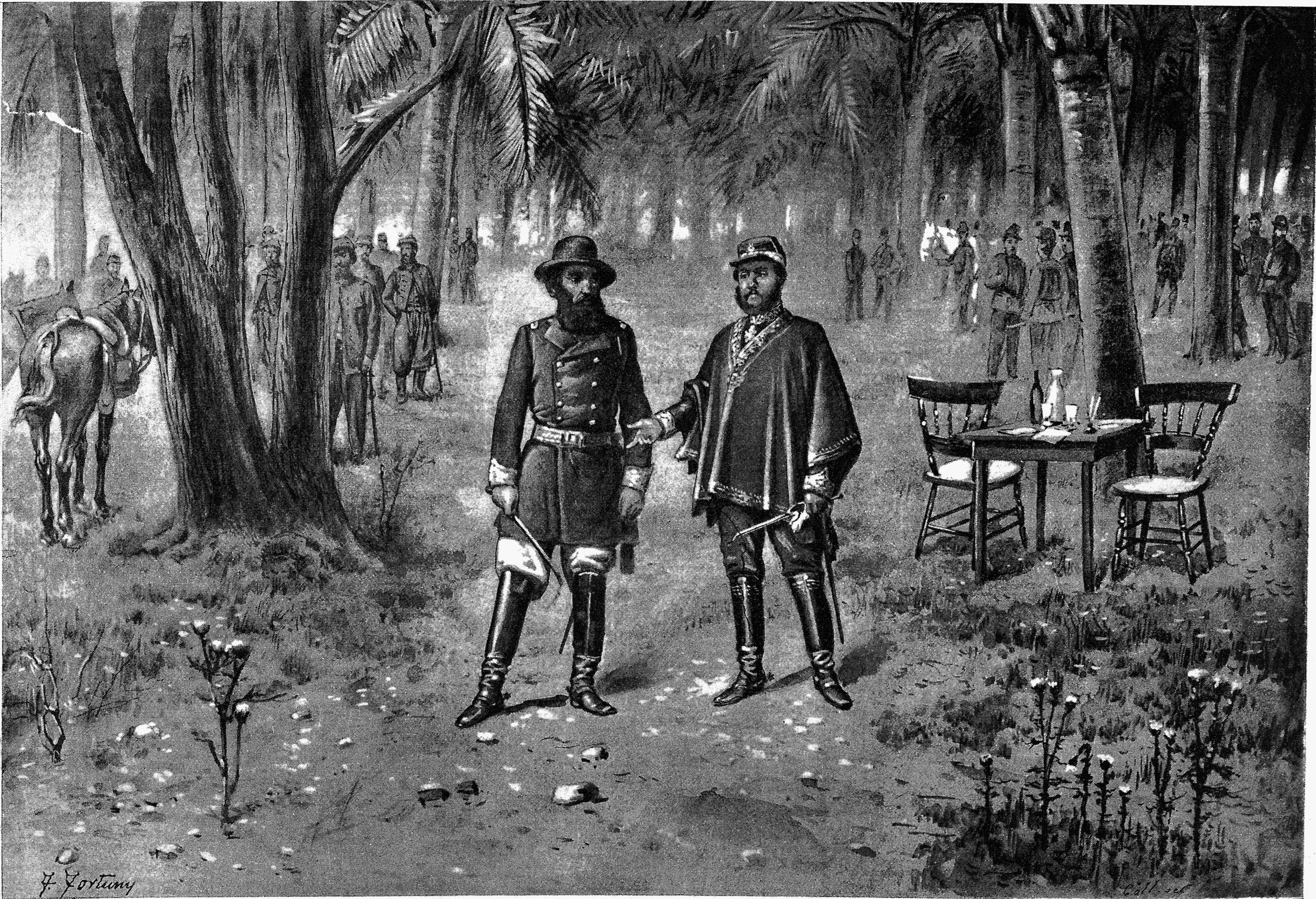
Intervista de Yatayti-Corá (11/09/1866).

Il 12 settembre si tenne un incontro tra Francisco Solano López e il generale Mitre, che si rivelò totalmente infruttuoso a causa dell'intransigenza del Brasile nel chiedere la resa incondizionata del Paraguay. Mitre, così come l'uruguaiano Venancio Flores, si trovava totalmente impossibilitato dal "Trattato della Triplice Alleanza" a firmare patti separati con il nemico.
L'abboccamento chiesto dal dittatore paraguaiano tuttavia lasciò al generale Mitre un'impressione di debolezza del nemico, convincendolo ad accelerare i preparativi per l'attacco alla fortezza di Curupayty. L'operazione fu però rinviata di alcuni giorni a causa del maltempo, che consentì agli avversari di migliorare le proprie opere difensive.
Il 22 settembre 1866 si svolse la battaglia di Curupayty: due colonne brasiliane e due argentine si infransero contro le difese della fortezza paraguaiana. L'esercito alleato fu così respinto subendo ingentissime perdite.

## Lo stallo
La sconfitta di Curupayty fermò per molti mesi l'offensiva alleata, più per volontà dell'esercito argentino che di quello brasiliano. Il generale Flores, da parte sua, tornò in Uruguay lasciando al fronte un contingente di soli 700 soldati al comando del generale Gregorio Suárez, presto sostituito da Enrique Castro.
I generali brasiliani discussero tra loro e tutti accusarono per la disfatta Mitre. Chiesero all'imperatore che esigesse il rientro del generale argentino a Buenos Aires, ma quest'ultimo non accontentò tale richiesta. In dicembre, a causa della Rivoluzione dei Colorados, si trasferì a Rosario, però tornò presto sul campo di battaglia. Un tentativo di tregua, mediato dagli ambasciatori statunitensi ad Asunción e Buenos Aires fallì a causa del rifiuto di López e Pedro II.
Nel marzo del 1867, senza che fosse ricominciata la campagna militare, scoppiò un'epidemia di colera, portata dai soldati brasiliani. Il contagio costò la vita a 4 000 soldati imperiali e si diffuse tra le città e le campagne di Paraguay e Argentina. Anche l'esercito argentino accusò notevoli perdite, compresi alti ufficiali di notevole importanza come il generale Cesáreo Domínguez. La popolazione civile paraguaiana, che fino ad allora non aveva sofferto danni diretti dalla guerra, fu duramente colpita dall'epidemia.
Nei primi mesi dell'anno le forze brasiliane tentarono di invadere il territorio paraguaiano dal Mato Grosso, che avevano riconquistato solo in parte. Le epidemie e la risposta della cavalleria nemica riuscirono a sventare il proposito. La città di Corumbá fu riconquistata e subito abbandonata pochi giorni dopo a causa di un contagio di vaiolo.

## La caduta di Tayi
Alla fine di luglio le truppe brasiliane, comandate dal marchese di Caxias, ripresero l'iniziativa occupando la fortezza di Tuyú Cué. Dopo una serie di scontri di minore importanza Mitre riprese il comando dell'esercito alleato, mentre una squadra brasiliana riuscì a superare i cannoni di Curupayty, restando isolata per sei mesi tra questa fortezza e quella di Humaitá e obbligando la costruzione di una ferrovia attraverso il Chaco per rifornirla.
La conquista da parte delle forze brasiliane del passo di Tayi il 2 novembre 1867 isolò Humaitá da ogni rifornimento terrestre, rendendo di fatto assediata la più importante fortezza paraguaiana. Il giorno seguente López ordinò un pronto contrattacco: la seconda battaglia di Tuyutí si risolse in una sconfitta paraguaiana, la cui portata fu appena attenuata dalla cattura di prigionieri e pezzi d'artiglieria brasiliani.
La morte del vicepresidente argentino Marcos Paz costrinse Mitre ad abbandonare le operazioni il 14 gennaio 1868 per tornare a Buenos Aires, lasciando al comando dell'esercito alleato il marchese di Caxias.

## La cattura di Humaitá

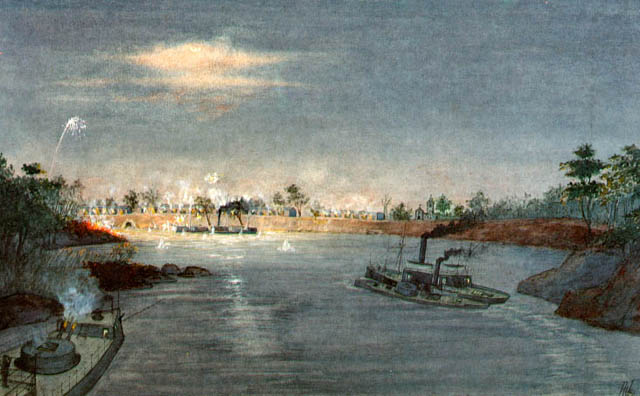
Passaggio di Humaitá.

Allo scopo di scavalcare l'importante fortezza di Humaitá sul fiume Paraguay, i brasiliani avevano fatto costruire tre monitori, piccole navi corazzate ed equipaggiate di cannoni: il Pará, l'Alagôas e il Río Grande do Sul. Protetta da queste unità e da un intenso bombardamento da terra e dal fiume, il 19 febbraio una squadra navale brasiliana riuscì a forzare il passaggio sul fiume oltrepassando la più guarnita fortezza paraguaiana e tre giorni più tardi arrivò a bombardare Asunción, che nel frattempo era stata evacuata su ordine di López.
Avendo perso a questo punto le fortezze fluviali il proprio ruolo, il maresciallo López le fece sgombrare, lasciando soltanto ad Humaitá una piccola guarnigione. Il grosso dell'esercito si spostò attraverso il Chaco nella località di San Fernando, poco a nord del fiume Tebicuary.
L'esercito alleato, che aveva completato l'accerchiamento totale della fortezza, si limitò sulle prime ad aspettare la resa per fame dei 3 000 combattenti che vi si erano asserragliati. Alla resistenza dei paraguaiani, gli alleati si decisero ad assaltare le postazioni nemiche. Un primo tentativo, effettuato da Manuel Luís Osório fu respinto con numerose perdite il 16 luglio 1868; due giorni più tardi una colonna militare argentina, comandata dal colonnello Miguel Martínez de Hoz, cadde in un'imboscata paraguaiana ad Acayuazá lasciando sul terreno numerose vittime, compreso il proprio comandante.
Una volta resa indifendibile la propria posizione difensiva, Humaitá fu alla fine sgombrata il 24 luglio; dei 3 000 assediati, tuttavia, solo un migliaio riuscì a salvarsi fuggendo di notte attraverso le paludi.

## Campagne del Piquisiry e della Cordillera
A causa dell'avanzata navale brasiliana il maresciallo López rinunciò presto a difendere la linea del Tebicuary, approntando un fronte difensivo molto più vicino ad Asunción, sul torrente Piquisiry. L'avanzamento nel fiume Paraguay veniva impedito in questa linea da un nucleo di batterie costiere posto ad Angostura, ma l'esercito brasiliano riuscì ad aggirare tali difese attraverso il Chaco e ad attaccare le postazioni nemiche nella loro retroguardia. L'esercito paraguaiano fu sconfitto ed Asunción fu occupata e saccheggiata nel gennaio del 1869. I brasiliani installarono nella capitale un governo fantoccio, mentre López fu costretto a ritirarsi sempre più verso l'interno.
Nel suo progressivo ritiro intanto l'esercito paraguaiano fu distrutto e i veterani caduti furono sostituiti da bambini e anziani. Francisco Solano López, da parte sua, vedendo ovunque cospirazioni a suo danno fece passare per le armi centinaia di persone, compresi due suoi fratelli.
Alla fine il maresciallo, braccato dall'esercito brasiliano, trovò la morte il 1º marzo 1870 nello scontro di Cerro Corá, nell'estremo nordest del paese.